# Romano Scalfi
Romano Scalfi (Tione di Trento, 12 de outubro de 1923 – Seriate, 25 de dezembro de 2016) foi um padre e teólogo italiano.
Fundador do Centro de Estudos da Rússia Cristã de Seriate (Bérgamo) e promotor do centro cultural Biblioteca dello Spirito em Moscou, foi protagonista do diálogo com as Igrejas dos países do Leste Europeu durante o comunismo e deu voz no Ocidente à "Igreja do silêncio" dando a conhecer a vitalidade religiosa e cultural que vinha da URSS através do samizdat, publicação clandestina. Ele é definido como o starets do Ocidente, um místico, “o homem transparente de Deus que é típico da espiritualidade russa”.